# André Fischer
André Fischer es un disc jockey, presentador, bloguero, activista, empresario y escritor brasileño. 
Es conocido por ser el creador de MixBrasil, un portal de internet de informaciones y cultura popular relacionada con el colectivo LGBT, además de ser los organizadores del festival de cine sobre diversidad sexual homónimo, del cual es ideólogo y codirector.
Nacido en Río de Janeiro y descendiente de una familia de alemanes judíos, André ha participado en programas radiales como DJ y locutor en Radio UOL y en Radio Mix Brasil del portal Mix Brasil. Se ha desempeñado como presentador de televisión del programa Cine Mix Brasil de Canal Brasil, de la cadena Globosat.
Fisher ha sido autor y traductor de libros enfocados en temática gay y lésbica, también es bloguero y columnista para la Revista da Fohla, un suplemento dominical del Folha de S. Paulo, donde aborda diversos temas relacionados con la problemática que vive el mundo gay en Brasil. 